# Хамагути, Кёко
Кёко Хамагути (яп. 浜口 京子 Хамагути Кёко, р. 11 января 1978 года) — японская спортсменка, борец вольного стиля, чемпионка Азии и Азиатских игр, многократная чемпионка мира, призёр Олимпийских игр.

## Биография
Родился в 1978 году в городе Тайто. В 1996 году стала чемпионкой Азии. В 1997, 1998 и 1999 годах становилась чемпионкой мира. В 2000 году стала бронзовой призёркой чемпионата мира. В 2001 году стала обладательницей бронзовой медали Восточноазиатских игр. В 2002 году стала чемпионкой мира и Азиатских игр. В 2003 году вновь стала чемпионкой мира. В 2004 году стала чемпионкой Азии, а на Олимпийских играх в Афинах завоевала бронзовую медаль. В 2005 году стала серебряной призёркой чемпионата мира. В 2006 году завоевала золотую медаль чемпионата Азии, а также серебряные медали чемпионата мира и Азиатских игр. В 2007 году вновь стала чемпионкой Азии. В 2008 году стала обладательницей золотой медали чемпионата Азии, а также бронзовых медалей чемпионата мира и Олимпийских игр в Пекине. В 2010 году завоевала бронзовые медали чемпионата мира и Азиатских игр. В 2011 году стала бронзовой призёркой чемпионата Азии. В 2012 году приняла участие в Олимпийских играх в Лондоне, но заняла там лишь 11-е место.